# برزونامه کهن
برزونامه یکی از حماسه‌های فارسی است، به‌نظم کشیده‌شده در بحر و وزن شعری شاهنامه، که به زندگانی برزو، پسر سهراب، و نوهٔ رستم می‌پردازد. بخش اصلی این اثر که با نام‌های برزونامهٔ کهن، برزونامهٔ کوسَج، برزونامهٔ کوچک و برزونامهٔ اول از آن یاد می‌شود را امروزه منسوب به شاعری با نام «شمس‌الدین محمد کوسج» دانسته و تاریخ سرایش این بخش را که شامل حدود ۴٬۲۵۰ می‌شود، مربوط به اواخر سدهٔ ششم تا اواخر سدهٔ هشتم ه‍.ق دانسته‌اند. برزونامه، دربرگیرندهٔ بخشی الحاقی موسوم به «برزونامهٔ نو» نیز است که در دورهٔ صفوی ساخته و پرداخته‌شده، و به برزونامهٔ کهن افزوده شده است. این دو روایت در کنار هم با نام «برزونامهٔ بزرگ» شناخته می‌شوند.
نشانه‌ای مبنی بر این‌که داستان برزو در روایات اسطوره‌ای و پهلوانی عصر پیش از اسلام ایران بوده موجود نیست. شواهد موجود بیشتر نشان می‌دهند که این داستان در سده‌های نخستین اسلامی درنتیجهٔ بسط و گسترش داستان‌های خاندان رستم، پدید آمده است. از نام و داستان برزو در شاهنامه، ذکری نیست؛ و آثاری چون تاریخ سیستان، نزهت‌نامهٔ علایی و مجمل التواریخ و القصص نیز که به‌شکل مفصل، از روایات خاندان رستم و حتی کتب نثر و نظم گردآوری‌شده دربارهٔ این موضوع یاد کرده‌اند، هیچ‌یک به برزو اشاره نداشته‌اند. ظاهراً کهن‌ترین اشاره به این شخصیت در چند بیت شعر به زبان گورانی و منسوب به سال‌های آغازین سدهٔ ششم ه‍.ق است.

## سراینده

### بخش اصلی
شاعر برزونامهٔ کهن در شعرش اشاره‌ای به نام یا تخلص خود نداشته، ولی در کهن‌ترین دست‌نویس شناخته‌شده از این اثر، کاتب نسخه، در دو جا به نام او اشاره کرده است. نخستین‌بار در آغاز کتاب به‌صورت «شمس‌الدین محمد احمد میر بن محمد میر» و دومین‌بار در پایان، و به‌شکل «شمس محمد کوسج». کوسج (Kawsaj یا kusaj)، واژه‌ای معرب و برگرفته از کوسگ (kōsag) در زبان فارسی میانه است؛ که در زبان فارسی نو به‌صورت «کوسه»، همچنان کاربرد دارد. این واژه، گاهی برای توصیف مردان بی‌ریش یا کم‌ریش استفاده‌شده است. در دو دست‌نویس برزونامه از سده‌های ۱۱ و ۱۲ ه‍.ق، در یکی، از شاعر با نام «سُرخ‌کوسه» و دیگری به‌صورت «تُرک‌کوسه» یادشده است.
از زندگانی شاعر، جز نام او تقریباً هیچ اطلاعات دیگری وجود ندارد. از ۱۰ بیت مقدمه‌ای که در آغاز نسخهٔ کمبریج آمده، و به ستایش خدا و ستودن پیامبر اسلام و صحابه‌اش پرداخته ممکن است سنی بودن او استنباط شود. علاوه بر این، کاربرد صفت «تُرک»، برای او در یکی نسخه‌ها، می‌تواند بیانگر قومیتش باشد. از این بیت:
| چو از رزم برزو بپرداختم |  | ز گودرز و پیران سخن ساختم |

چنین برمی‌آید که کوسج، از حماسه‌سرایان حرفه‌ای بوده و علاوه بر داستان برزو، روایت‌های حماسی دیگری را نیز به‌نظم آورده است. از نظر کیفیت شعر حماسی، کوسج از بهترین مقلدان فردوسی است.

### بخش الحاقی
گویا بیشتر بخش روایت الحاقی برزونامه حاصل کار شاعری گمنام با تخلص «عطایی» در سدهٔ دهم ه‍.ق بوده است. به‌کاربردن این تخلص در بخش الحاقی، باعث شد تا ادگار بلوشه، خاورشناس فرانسوی، کل برزونامه (کهن و نوین) را از سروده‌های یکی از شاعران دربار سلطان ابراهیم غزنوی با نام «عطا بن یعقوب» بداند. این دیدگاه نادرست، تا مدت‌ها نظریه‌ای معتبر تلقی می‌شد، اما امروزه با بررسی‌های بیشتر، به‌کلی بی‌اعتبار گشته است. عطایی، سرایندهٔ برزونامهٔ نوین یک مثنوی الحاقی ضمیمه‌شده به شاهنامه با نام بیژن‌نامه نیز دارد. شعر او در زمرهٔ اشعار فارسی ضعیف و متوسط قرار می‌گیرد.

## چکیدهٔ داستان
سهراب در هنگام تدارک برای لشکرکشی به ایران در شنگان (سمنگان) با دختری زیبارو با نام شهرو مواجه می‌شود که پدرش به شغل شکار کردن اشتغال دارد. سهراب که دلبستهٔ دختر شده، با وی ازدواج کرده و شهرو از سهراب آبستن می‌شود. هنگام عزیمت به ایران، سهراب به شهرو نگینی داده و از او می‌خواهد که اگر فرزندشان دختر بود آن را به موهایش و اگر پسر بود به کلاه‌خودش بیاویزد. پس از مدتی برزو متولد می‌شود و مادر که می‌ترسد برزو در راه کین‌خواهی سهراب به سرنوشت او دچار شود، هویت پدر را از فرزند پنهان می‌کند. برزو در خانهٔ پدربزرگ رشد کرده و به تشویق مادر به زراعت می‌پردازد. یکی از روزها، افراسیاب شکست خورده از سپاه ایران به شنگان آمده و با دیدن هیبت برزو، او را با وعدهٔ ثروت، به جنگ با ایرانیان می‌فرستد. بروز در دو جنگ ایرانیان را به‌سختی شکست داده و طوس و فریبرز را به اسارت گرفته و در سومین نبرد هم با شکاندن بازوی رستم، وی را وادار به عقب‌نشینی از آوردگاه می‌کند. او درنهایت مغلوب فرامرز شده و در دژی در سیستان حبس می‌شود. برزو با یاری مادرش از دژ می‌گریزد؛ ولی دوباره با رستم درگیر می‌شود و هنگامی‌که در آستانهٔ کشته‌شدن به‌دست رستم است، شهرو با افشای هویتش باعث نجات جان فرزند خود و دوستی میان پدربزرگ و نوه می‌شود.
با رسیدن خبر این ماجرا به افراسیاب، او به‌شدت خشمگین می‌شود. در همین زمان، سوسن رامشگر، افراسیاب را قانع می‌کند تا با سپاهی به فرماندهی پیلسم به ایران رود تا پهلوانان ایرانی را با نیرنگ اسیر کند. سوسن درجایی بین پایتخت ایران و سیستان خیمه زده و سپاه پیلسم هم در دژی نزدیک همانجا موضع می‌گیرد. سوسن با خوراندن شراب خواب‌آور چند پهلوان را به دام می‌اندازد، اما در آخر نقشه‌اش آشکارشده و جنگی بزرگ بین ایرانیان و تورانیان درمی‌گیرد. در آخر با کشته‌شدن پیلسم توسط برزو، ایرانیان پیروزشده و برزونامهٔ کهن به‌پایان می‌رسد. روایت الحاقی از اینجا آغاز می‌شود. این بخش که شامل داستان‌های بسیاری از عشق‌ورزی‌های برزو تا کارزارهای وی با دیوان و جادوگران است، با مرگ این پهلوان به‌سرانجام می‌رسد.

## نسخه‌ها و تصحیح‌ها

### نسخه‌ها
از برزونامهٔ کهن تا کنون ۵۴ نسخهٔ خطی شناخته‌شده که نشان‌دهندهٔ اقبال گسترده به این اثر، درمقایسه با سایر حماسه‌های پهلوانی مقلد از شاهنامه است. از میان این نسخه‌ها، تنها دو نسخه مستقل هستند و بقیه یا در شاهنامه‌ها ادغام شده‌اند یا همراه چند منظومهٔ دیگر در یک مجموعهٔ ادبی (جُنگ)، کتابت شده‌اند. دو نمونه نیز برزونامه‌های بزرگ هستند. کهن‌ترین دست‌نوشته‌های این اثر عبارت‌اند از:
- نسخهٔ مستقل کتابخانهٔ دانشگاه کمبریج، به‌تاریخ سال ۸۲۹ ه‍.ق و تهیه‌شده در شیراز.
- نسخهٔ ادغام‌شده در شاهنامه‌ای محفوظ در آرشیو ملی هند، زمان کتابت به‌سال ۸۳۱ ه‍.ق در شیراز.
- نسخهٔ موجود در شاهنامهٔ بایسنقری، فراهم‌شده به‌سال ۸۳۳ ه‍.ق در هرات، امروزه محفوظ در کاخ گلستان.
- نسخهٔ موجود در شاهنامه‌ای به‌سال ۸۴۹ ه‍.ق و تهیه‌شده در یزد، امروزه محفوظ در کتابخانهٔ دولتی روسیه.

بیشتر نسخه‌ها تنها شامل برزونامهٔ کهن هستند؛ اما برخی نیز روایت الحاقی را هم درخود دارند. مفصل‌ترین برزونامه‌ها یکی دست‌نویس محفوظ در کتابخانهٔ ملی فرانسه است با حدود ۳۸٬۰۰۰ بیت و دیگری نسخهٔ متعلق به کتابخانهٔ سلیمانیهٔ استانبول با حدود ۲۴٬۲۰۰ بیت. ژول مل برپایهٔ برداشت اشتباهی از نسخهٔ محفوظ در کتابخانهٔ ملی فرانسه، شمار ابیات برزونامهٔ آن را حدود ۶۵٬۰۰۰ بیت دانسته بود. از بین ۴۷ نسخهٔ برزونامه که در شاهنامه ادغام شده‌اند، در ۴۰ مورد برزونامه پس از بیژن و منیژه، و پیش از جنگ دوازده‌رخ (یازده‌رخ) و حین پادشاهی کی‌خسرو آمده که مطابق با نسخهٔ مستقل کمبریج که پادشاه وقت ایران را کی‌خسرو دانسته، است. در ۷ مورد اما این داستان بلافاصله پس از رستم و سهراب و پیش از داستان سیاوش آمده و نام پادشاه ایران نیز کی‌کاووس ذکرشده است. تمامی این ۷ نسخه از سدهٔ ۱۰ ه‍.ق به‌بعد کتابت شده‌اند.

### تصحیح‌ها
نخستین‌بار ترنر ماکان، برزونامه را در بخش ملحقات تصحیح خود از شاهنامه، سال ۱۸۲۹ به‌چاپ رساند. این برزونامه، که مشتمل بر ۳٬۶۶۴ بیت بود، چندین‌بار پس از آن چاپ شد. نخستین تصحیح انتقادی، از برزونامه، برپایهٔ ۳ دست‌نویس از سده‌های ۱۲ و ۱۳ ه‍.ق و چاپ ماکان در سال ۱۳۸۴ به‌دست علی محمدی به‌سرانجام رسید. تصحیح مذکور فقط شامل داستان رستم و برزو است، و ۲٬۴۴۳ بیت دارد. کامل‌ترین تصحیح را اکبر نحوی، برپایهٔ دست‌نویس کمبریج و ۴ دست‌نویس از سده‌های ۱۱ و ۱۲ ه‍.ق در سال ۱۳۸۷ به‌چاپ رساند. تصحیح وی شامل ۴٬۲۴۱ بیت می‌شود.